# In difesa di Palamede
In difesa di Palamede (in greco antico: Ὑπέρ Παλαμήδους ἀπολογία?) è una orazione fittizia composta dal sofista Gorgia di Leontini, nella quale si immaginano le parole che avrebbe pronunciato l'eroe omerico Palamede per difendersi da Ulisse, che lo accusava di aver preso del denaro da Priamo per tradire gli Achei. Palamede rifiuta ogni accusa e afferma di non aver mai tradito i Greci, poiché se avesse voluto non avrebbe potuto farlo, e se invece avesse potuto non lo avrebbe voluto.
Una versione adattata dell'orazione è stata inclusa da Alessandro Baricco all'interno del monologo teatrale Palamede - L'eroe cancellato.

## Riassunto
Anzitutto Palamede, se avesse voluto tradire i Greci, necessariamente si sarebbe dovuto incontrare con i Troiani per accordarsi con loro, ma l'incontro non c'è mai stato, né sono stati inviati da una parte o dall'altra dei messaggeri; inoltre, Palamede solleva il problema della comunicazione: come avrebbe fatto un Greco a farsi capire da un Barbaro, e viceversa, senza l'ausilio di interprete? E poi, quali garanzie avrebbero potuto portare, l'una e l'altra parte, per la buona riuscita del progetto, forse ostaggi o denaro? Ma l'accusa non ha portato nessun interprete che possa testimoniare sul presunto incontro, né alcun familiare di Palamede è stato dato in ostaggio, e pure l'ipotesi del denaro è problematica e non dimostrabile. Sotto molti aspetti, quindi, egli non poteva compiere ciò di cui è accusato.
Inoltre, pur potendolo, Palamede non avrebbe comunque tratto nessun guadagno dal tradimento della patria. In quanto Greco, i Troiani non gli avrebbero offerto posizioni di prestigio o potere nella loro città; in quanto ricco, non gli avrebbero fatto gola ulteriori ricchezze; in quanto traditore, non avrebbe potuto sperare di ricavare onori dalle sue azioni. Forse allora lo avrebbe fatto per paura, per sfuggire a una minaccia? Ma anche in questo caso il tradimento non è certo una soluzione, poiché finisce col condannare il traditore ad una vita orribile, dandogli fama di persona infida e meschina.
Dopo aver esposto le sue ragioni, Palamede passa ad attaccare Ulisse, suo accusatore, accusandolo a sua volta di essere un calunniatore e di non avere nessuna prova di quanto afferma. Infine, Palamede si rivolge direttamente ai suoi giudici, ricordando loro le molte imprese da lui compiute per la patria e appellandosi alla loro saggezza.